# Насуханова, Ляля Андарбековна
Ля́ля Андарбе́ковна Насуха́нова (Бита́рова) (1939, Старые Атаги, Чечено-Ингушская АССР — 2000, Северная Осетия) — первая чеченская лётчица и парашютистка, лётчик-инструктор, заслуженный мастер спорта СССР по авиационному спорту (1963), бронзовый призёр первых соревнований по самолётному спорту СССР среди женщин в Москве (1963 год), член сборной команды СССР по высшему пилотажу, общественный деятель.

## Биография
Родилась в 1939 году в селе Старые Атаги Чечено-Ингушской АССР. В 1944 году была депортирована. Первое время жила в Джамбуле. Её любимыми школьными предметами были физика и математика. Рядом со школой располагался аэродром, и это определило её выбор будущей профессии. Посещала авиамодельный кружок в городском Доме пионеров.
В 1955 году семья переехала в Алма-Ату и она сразу же пришла в республиканский аэроклуб. В лётный отряд девушек не принимали. Было несколько лётчиц, получивших профессию до войны. К тому же Насуханова была спецпоселенкой, о чём ей регулярно напоминали. Она добилась возможности один раз прыгнуть с парашютом, но лишь потому, что начальство было уверено, что она сразу сбежит. Пока семья жила в Алма-Ате, Насуханова совершила первые 86 прыжков. Но летать ей не разрешали. В аэроклубе познакомилась с В. С. Гризодубовой, Н. И. Русаковой и Е. Д. Бершанской, что укрепило её в намерении стать лётчицей.
После возвращения в Грозный стала учиться в филиале Махачкалинского аэроклуба. Через полгода обучения курсанты выехали в Махачкалу на полёты. Она снова столкнулась с теми же препятствиями: девушек, а тем более бывших спецпереселенок в авиацию не брали. После многочисленных обращений её приняли внештатным курсантом. Живя в Махачкале у родственников, вставала в 3 часа утра и шла через весь город на аэродром. Совершила свой первый полёт на самолёте Як-18.
После этого стала добиваться разрешения поступить в авиационное училище. Её направили в лётно-техническую школу лётчиков-инструкторов и лётчиков высшего пилотажа в Саранске. Мать, надеясь остановить дочь,  не дала ей на дорогу денег и тёплой одежды. Но на это место из Махачкалы был прислан другой курсант, с которым Насуханова вместе училась, и она уступила это место ему. Через год она всё же поступила в эту школу.
На чемпионате по обратному пилотажу в Ростове-на-Дону заняла первое место, обойдя 26 мужчин. Руководство Махачкалинского аэроклуба не захотело включить её в команду, поэтому она выступала в личном первенстве.
В 1962 году в Куйбышеве на чемпионате страны заняла второе место среди 54 спортсменов в личном зачёте — её снова не включили в команду. К ней начали присматриваться руководители отряда лётчиков-испытателей. В 1963 году стала бронзовым призёром первых соревнований по самолётному спорту СССР среди женщин в Москве. В соревнованиях участвовало 35 спортсменок. По итогам соревнований вошла в сборную команду СССР по высшему пилотажу. Не смогла принять участие в чемпионате мира, так как готовилась стать матерью.
В 1964 году её назначают командиром авиационного звена. До неё ни одна женщина в Советском Союзе не удостаивалась такой должности на реактивных самолётах-истребителях. Четырежды пыталась поступить в отряд космонавтов, но не смогла этого сделать, потому что была представительницей репрессированного народа. Её друзья пытались ей помочь, но для этого требовалось специальное решение ЦК КПСС, которого они так и не сумели добиться.
Работала в Грозненском учебно-авиационном центре: была лётчиком-инструктором, командиром звена реактивных истребителей «МиГ-17». На разных типах самолётов Насуханова налетала 2 560 часов, воспитала более 200 лётчиков. Дважды Герой Советского Союза Григорий Береговой вручил ей диплом федерации авиационного спорта за заслуги в подготовке спортсменов ДОСААФ СССР.
Окончила исторический факультет Чечено-Ингушского педагогического института.
Посвятив авиации 23 года жизни, перешла на общественную работу. Была секретарём Грозненского сельского райкома КПСС, затем депутатом Грозненского горсовета. Ушла с партийной работы, разочаровавшись в новом поколении партийной элиты. Узнав о вакансии в областном совете профсоюзов, перешла туда на работу. Работники культуры республики избрали Л. Насуханову председателем своего обкома профсоюзов. Она проработала на этой должности до ухода на пенсию.
После первой чеченской войны уехала на родину мужа, лётчика-инструктора Аслана Хаматкановича Битарова. Умерла беженкой в январе 2000 года в селе недалеко от Владикавказа.

## В искусстве
Ей посвящали свои стихи Адиз Кусаев, другие чеченские поэты. Например, народная поэтесса Чечено-Ингушской АССР Раиса Ахматова посвятила ей следующие строки:
Раз Лялю к звездам позвала природа,
Путь показал к высотам взлёт орла,
Она пошла. Нелегкий путь прошла -
Такая уж была её порода!Раиса Ахматова
Поэт Иван Минтяк посвятил ей целую поэму «Земное небо».
Художником Валентином Кирилловичем Мордовиным в 1964-65 годах написана картина «Портрет первой лётчицы-чеченки Ляли Насухановой». В августе 2015 г. картина была передана в Национальный музей Чеченской Республики в дар от Маняка Николая Ивановича, Президента Всестилевой Федерации Тэквон-До России (ВТФР) В Грозненском музее изобразительных искусств имени П. З. Захарова хранился также авторский эскиз данной картины; во время боевых действий он был утрачен.